# Mysz aniołek
Mysz aniołek (ang. Angelmouse, 1999-2000) – brytyjski serial animowany. Od 10 lutego 2009 roku emitowany był w Polsce na kanale MiniMini.

## Bohaterowie
- Mysz aniołek (ang. Angelmouse) – tytułowy bohater serialu. Zaprzyjaźnia się z Dziobakiem.
- Dziobak (ang. Quilly) – najlepszy przyjaciel Mysz aniołka.
- Kurczak (ang. Oswald)
- Królik (ang. Hutchkin)
- Miś (ang. Spencer)
- Petunia (ang. Little Petal)
- Pani Słoniowa (ang. Elliemum)
- Mała Słoninka (ang. Baby Ellie)

## Opis fabuły
Mała myszka aniołek została wysłana na ziemię, aby nieść pomoc wszystkim potrzebującym. Mieszka razem z grupą przyjaciół: Dziobakiem, Kurczakiem, Królikiem, Petunią, Misiem, Panią Słoniową i Małą Słoninką. Wszyscy towarzyszą jej w przygodach i pomagają w trudnej, odpowiedzialnej pracy.

## Wersja polska
Opracowanie wersji polskiej: PAANFILM STUDIO WARSZAWA

Reżyseria: Ewa Złotowska

Dialogi: Anna Wichlińska-Kacprzak

Dźwięk i montaż: Michał Skarżyński

Kierownictwo produkcji: Lidia Masiak

Śpiewał: Wojciech Paszkowski

Wystąpili:
- Tomasz Bednarek – Mysz aniołek
- Ryszard Nawrocki – Dziobak
- Józef Mika – Kurczak
- Artur Kaczmarski – Królik
- Wojciech Paszkowski – Miś
- Lucyna Malec – Petunia
- Marek Frąckowiak – Pani Słoniowa
- Elżbieta Jędrzejewska – Mała Słoninka

i inni
Lektor: Mirosław Utta

## Spis odcinków
| Premiera odcinka | N/o | Polski tytuł                | Angielski tytuł          |
| ---------------- | --- | --------------------------- | ------------------------ |
|                  |     |                             |                          |
| SERIA PIERWSZA   |     |                             |                          |
|                  |     |                             |                          |
| 10.02.2009       | 01  | Mój przyjaciel Mysz aniołek | My Friend Angelmouse     |
|                  |     |                             |                          |
| 11.02.2009       | 02  | Moje coś                    | Thingamajig              |
|                  |     |                             |                          |
| 12.02.2009       | 03  | Ważna wiadomość             | Important Message        |
|                  |     |                             |                          |
| 13.02.2009       | 04  | Wietrzny dzień              | Windy Weather Day        |
|                  |     |                             |                          |
| 14.02.2009       | 05  | Trąbka                      | Trumpet                  |
|                  |     |                             |                          |
| 15.02.2009       | 06  | Prezent dla Słoninki        | Baby Ellie's Presents    |
|                  |     |                             |                          |
| 16.02.2009       | 07  | Anielski tort               | Angel Cake               |
|                  |     |                             |                          |
| 17.02.2009       | 08  | Pisklątko                   | Copycat Chick            |
|                  |     |                             |                          |
| 18.02.2009       | 09  | Nocny lot                   | Night Flight             |
|                  |     |                             |                          |
| 19.02.2009       | 10  | Dziewiąty obłoczek          | Cloud Nine               |
|                  |     |                             |                          |
| 20.02.2009       | 11  | Wolny dzień                 | Angelmouse's Day off     |
|                  |     |                             |                          |
| 21.02.2009       | 12  | Mysz aniołek stróż          | Angelmouse's Reward      |
|                  |     |                             |                          |
| 22.02.2009       | 13  | Nagroda                     | Guardian Angelmouse      |
|                  |     |                             |                          |
| 23.02.2009       | 14  | Gość                        | A Visitor For Angelmouse |
|                  |     |                             |                          |
| 24.02.2009       | 15  | Deszczowy dzień             | Rainy Day                |
|                  |     |                             |                          |
| 25.02.2009       | 16  | Zagubiona wiadomość         | The Missing Message      |
|                  |     |                             |                          |
| 26.02.2009       | 17  | Bezsenność                  | Can't Sleep              |
|                  |     |                             |                          |
| 27.02.2009       | 18  | Niegrzeczne pióro           | Flyaway Feather          |
|                  |     |                             |                          |
| 28.02.2009       | 19  | Chmurka z lodu              | Ice Cream Clouds         |
|                  |     |                             |                          |
| 01.03.2009       | 20  | Tęczowa farba               | Rainbow Paint            |
|                  |     |                             |                          |
| 02.03.2009       | 21  | Głowa w chmurach            | Head In The Clouds       |
|                  |     |                             |                          |
| 03.03.2009       | 22  | Jak zatrzymać Kurczaka?     | Can't Stop Duck          |
|                  |     |                             |                          |
| 04.03.2009       | 23  | Gwiazdka życzeń             | The Wishing Star         |
|                  |     |                             |                          |
| 05.03.2009       | 24  | Skoki pani Słoniowej        | Bouncing Elliemum        |
|                  |     |                             |                          |
| 06.03.2009       | 25  | Anioły pogody               | Weather Angels           |
|                  |     |                             |                          |
| 07.03.2009       | 26  | Zagubione łyżwy             | The Missing Skates       |
|                  |     |                             |                          |